# (55737) Coquimbo
(55737) Coquimbo est un astéroïde de la ceinture principale.

## Description
(55737) Coquimbo est un astéroïde de la ceinture principale. Il fut découvert le 11 février 1988 à La Silla par Eric Walter Elst. Il présente une orbite caractérisée par un demi-grand axe de 2,36 UA, une excentricité de 0,11 et une inclinaison de 6,6° par rapport à l'écliptique.